# Districte de Lannion

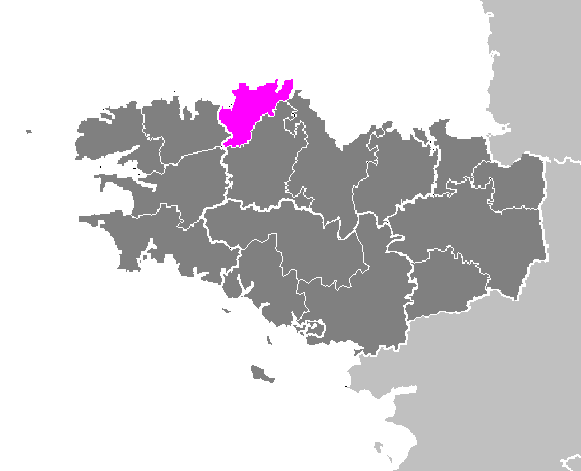
Localització del Districte de Lannion

El districte de Lannion és un dels quatre districtes amb què es divideix el departament francès de les Costes del Nord, a la regió de Bretanya. Té 7 cantons i 60 municipis. El cap del districte és la sotsprefectura de Lannion.

## Cantons
cantó de Lannion - cantó de Lézardrieux - cantó de Perros-Guirec - cantó de Plestin-les-Grèves - cantó de Plouaret - cantó de la Roche-Derrien - cantó de Tréguier